# Andrew Miller
Andrew Miller (ur. 29 kwietnia 1960 w Bristolu) – angielski powieściopisarz.

## Życiorys
Miller urodził się w Bristolu, dorastał w West Country. Uczył się w Dauntsey’s School oraz w Middlesex Polytechnic. W 1991 uzyskał magisterium z kreatywnego pisarstwa na University of East Anglia. W 1995 obronił doktorat z krytycznego i kreatywnego pisarstwa na Lancaster University.
Za swoją debiutancką powieść Przemyślny ból otrzymał James Tait Black Memorial Prize, International IMPAC Dublin Literary Award oraz Grinzane Cavour Prize.
Pracował i mieszkał m.in. w Hiszpanii, Japonii, Irlandii i Francji. Obecnie mieszka w Witham Friary w hrabstwie Somerset.

## Publikacje
- Ingenious Pain (1997; wydania polskie: Przemyślny ból, tłum. Krzysztof Hejwowski, Prószyński i S-ka 2000; Przemyślny ból, tłum. Michał Kłobukowski, Znak literanova 2015).
- Casanova (1998; wydanie polskie: Casanova zakochany, tłum. Katarzyna Kasterka, Prószyński i S-ka 2000).
- Oxygen (2001).
- The Optimists (2005).
- One Morning Like a Bird (2008).
- Pure (2011; wydanie polskie: Oczyszczenie, tłum. Michał Kłobukowski, Znak literanova 2014).
- Now We Shall Be Entirely Free (2018).

## Nagrody
- 1997 – James Tait Black Memorial Prize, nagroda za w kategorii fikcji – Przemyślny ból.
- 1997 – Premio Grinzane Cavour(inne języki), nagroda w kategorii powieści obcojęzycznej – Przemyślny ból.
- 1999 – International IMPAC Dublin Literary Award – Przemyślny ból.
- 2001 – Nagroda Bookera, nominacja – Oxygen.
- 2001 – Whitbread Novel Award nominacja w kategorii powieść – Oxygen.
- 2011 – Costa Book Awards, nagroda w kategorii powieść – Oczyszczenie.
- 2011 – Costa Book Awards, nagroda za najlepszą książkę roku – Oczyszczenie.
- 2012 – Nagroda Waltera Scotta(inne języki), nominacja – Oczyszczenie.
- 2012 – South Bank Sky Arts Award(inne języki), nominacja – Oczyszczenie.
- 2012 – Independent Booksellers' Week Book Award, nominacja – Oczyszczenie.